# 统治者之墙
统治者之墙（英语：Walls of the Ruler；阿拉伯语：العربية）是阿蒙涅姆赫特一世于14世纪在下埃及建造的一座防御工事，或者可能是一整串防御工事，用于保护通往埃及的东部通道。它继承了古埃及斯尼夫鲁的古王国时期第四王朝城墙。
统治者之墙在《西努赫的故事》和《聂非尔列胡预言》中都有提及。没有发现任何废墟或遗迹。根据古埃及新王国时期的描述显示，堡垒有保障的水源供应，周围是鳄鱼出没的沟渠或运河，这些沟渠或运河由桥梁跨越。

## 文化影响
考古学家Alfred J.Hoerth推测，在《出埃及记》的圣经传统中，摩西带领以色列人向南到达比东和以倘；如果他带领人民向北走向应许之地，他们很可能会遇到统治者之墙。一大群人不可能在未被发现的情况下通过这些防御工事。
统治者之墙的虚构版本出现在2017年电子游戏《刺客信条：起源》的第一个DLC（the Hidden Ones）中。与现实生活中的描述不同，它位于西奈半岛，而不是埃及大陆。